# St. Kiliani (Höxter)

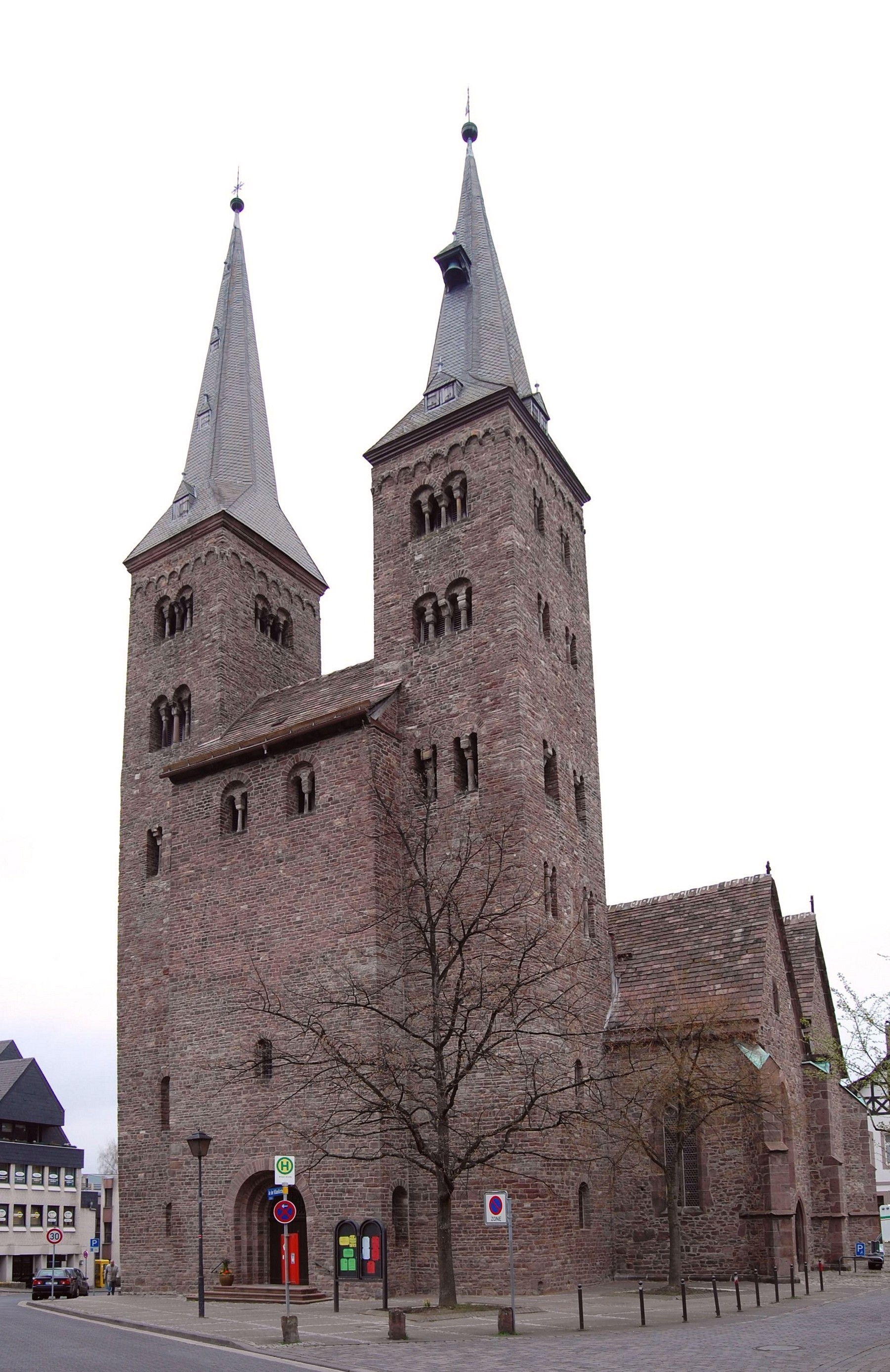
Türme und Westwerk der Kilianikirche bestimmen das Stadtbild von Höxter

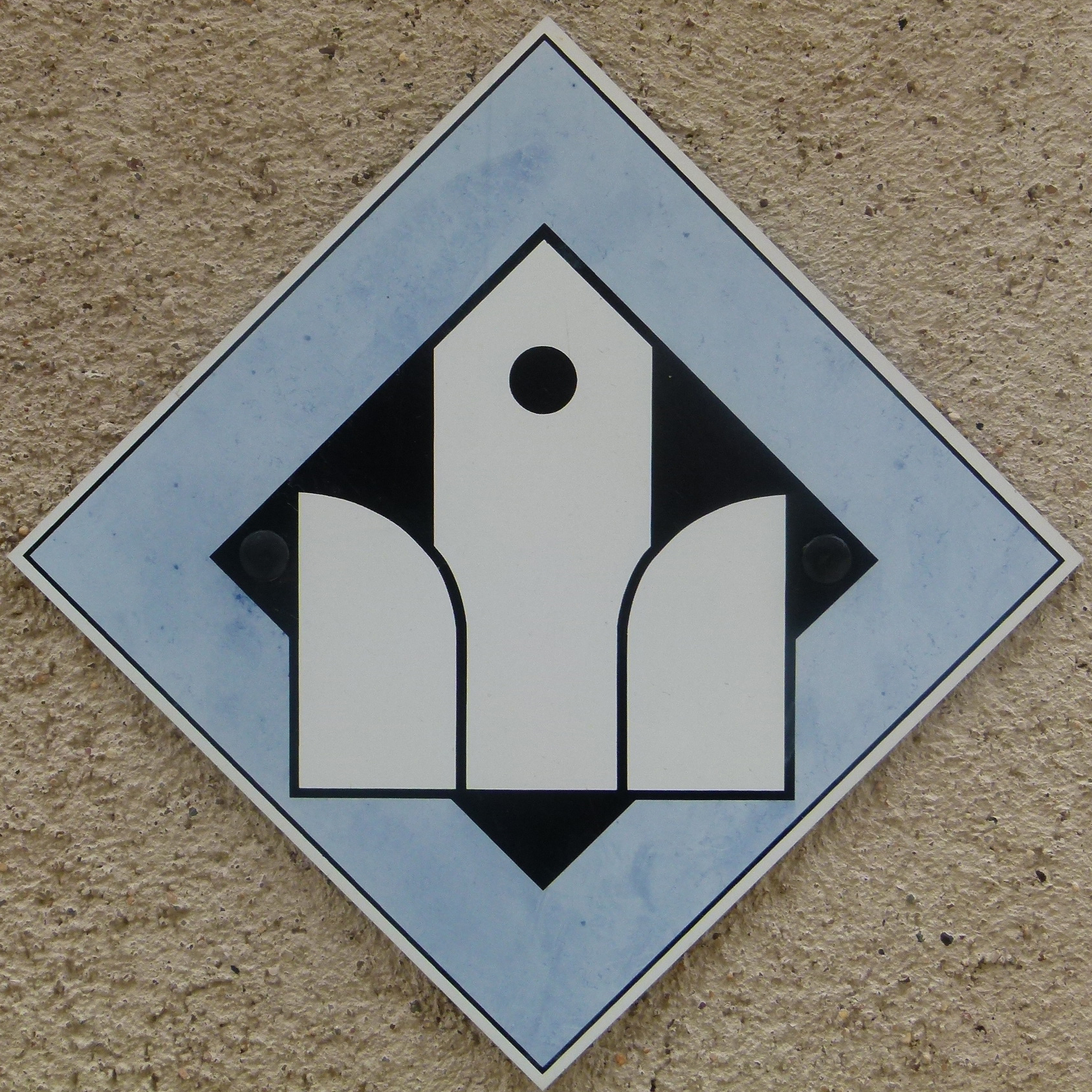
Plakette „Offene Kirchen“

Die Kilianikirche ist die evangelische Gemeindekirche der Stadt Höxter. Sie gehört der Evangelischen Kirche von Westfalen an. Die unter Denkmalschutz stehende Kirche, die wie die gotische Marienkirche zur Evangelischen Kirchengemeinde Höxter gehört, trägt die Plakette der Initiative „Offene Kirchen“ der Evangelischen Kirche von Westfalen.

## Geschichte
Das Patrozinium des heiligen Kilian, eines irischen Wanderbischofs aus dem 7. Jahrhundert, verweist wie beim Paderborner Dom auf eine Missionierung durch das Bistum Würzburg. Im Mittelalter war die 1075 urkundlich belegte Kilianikirche, deren Pleban erstmals 1232 genannt ist, einer der elf Archidiakonatsbezirke des Bistums Paderborn. Die Vorhalle der Kilianikirche diente während des Mittelalters (belegt 1272, 1278 und 1281) regelmäßig zu Gerichtshandlungen.
1533 wurde seitens des Magistrats in Höxter an allen drei Hauptkirchen der Stadt auf Betreiben des hessischen Landgrafen Philipp die Reformation eingeführt. Erster evangelischer Pfarrer an der Kilianikirche bis 1538 wurde Johannes Winnistedt aus Einbeck. Sein Nachfolger Mollner, der sich dem Augsburger Interim nicht beugen wollte, resignierte 1548 sein Amt, worauf die Kilianikirche für zwei Jahre geschlossen wurde. Der Versuch des Bürgermeisters Fuchs, in der Folgezeit den Calvinismus einzuführen und die vertriebenen lutherischen Prediger durch reformierte zu ersetzen, scheiterte am Widerstand des lutherisch verbliebenen Rats.
In Übereinstimmung mit dem Augsburger Religionsfrieden von 1555 hatte um 1600 der Corveyer Abt Dietrich von Beringhausen die Gegenreformation in Höxter durchzusetzen versucht.  Als aber der Rat auf sein Besetzungsrecht der Pfarrstellen beharrte, ließ der Abt wiederum die Kilianikirche schließen. Infolge des Restitutionsedikts von 1629 wurde Höxter wieder katholisch, so dass Abt Johann Christoph von Brambach 1631 von der Kilianikirche aus die Fronleichnamsprozession leiten konnte. Der Dreißigjährige Krieg brachte, nachdem Gustav II. Adolf 1632 Höxter eroberte, einen mehrfachen Wechsel der Konfessionszugehörigkeit; erst 1674 wurde durch den Administrator des Corveyer Landes, Fürstbischof Christoph Bernhard von Galen, der evangelischen Seite die Kilianikirche zusammen mit der Petrikirche endgültig zugesprochen, während die Nikolaikirche katholisch blieb.
Mit dem Abbruch der Petrikirche 1810 wurde die Kilianikirche, der zunächst ein gleiches Schicksal drohte, die einzige evangelische Pfarrkirche Höxters. 1817 wurde auch in der Kirchengemeinde Höxter die Preußische Union, d. h. die Vereinigung der reformierten und lutherischen Gemeinden zur Unierten Kirche, eingeführt. Ab 1818 gehörte Höxter kirchlich zur Synode Bielefeld, 1841 wurde in der Kilianikirche der Kirchenkreis Paderborn gegründet. 1847 kam Konrad Beckhaus nach Höxter, zunächst als Hilfsgeistlicher, um von 1851 bis 1890 als Pfarrer an Kiliani sowie seit 1857 als Superintendent für den Kirchenkreis Paderborn zu wirken. 1848 gründete er mit engagierten Höxteraner Bürgern den evangelischen Verein für Innere Mission, aus dem später das St.-Petri-Stift hervorging. Unter Beckhaus wurde 1855 der Vertrag mit der Stadt Höxter abgeschlossen, die auf das Patronat über die Kirchengemeinde verzichtete, aber die Baulast für den Südturm der Kilianikirche übernahm, und schließlich 1880 bis 1882 die Restaurierung durchgeführt.
In der Nacht vom 10./11. Mai 1902 brannte der südliche Kirchturm durch Blitzschlag aus und wurde nachfolgend wiederhergestellt.

## Baugeschichte

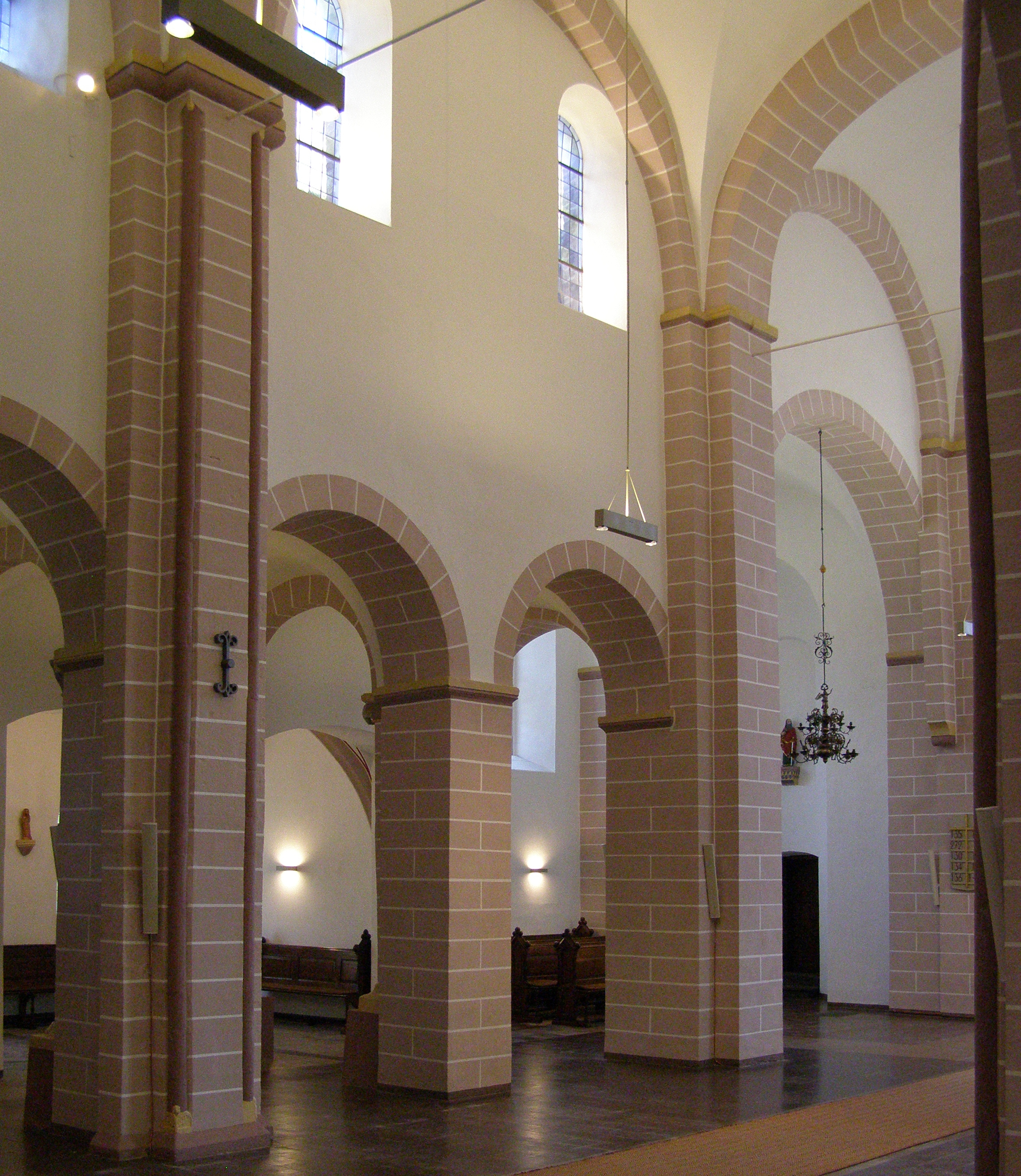
Raumarchitektur mit romanischen Säulen und Bögen

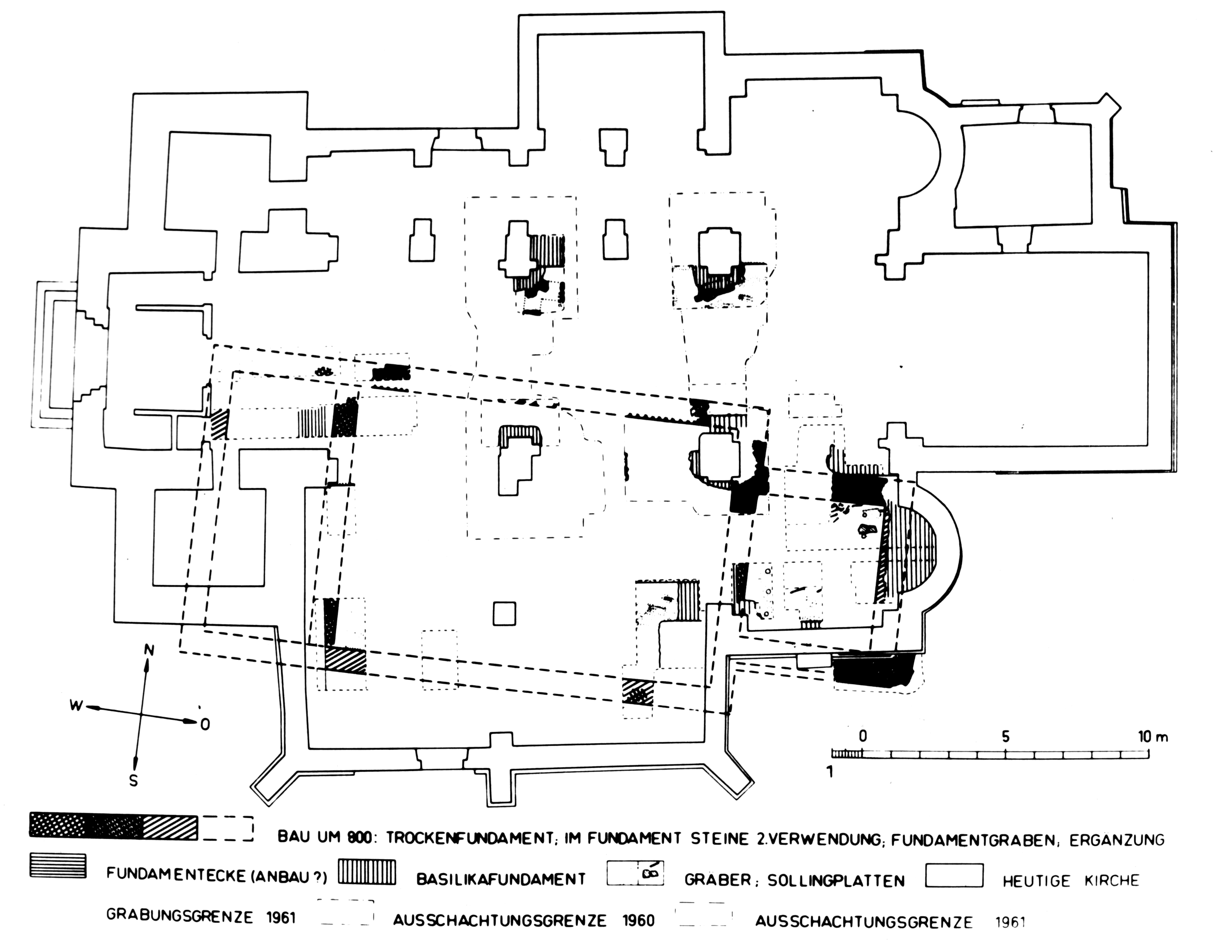
Grundriss der Kilianikirche mit eingezeichnetem Vorgängerbau

Der heutige Kirchenbau der Kilianikirche entstand in mehreren Bauabschnitten, deren Kern die romanische Basilika bildet. Ihr zweitürmiges Westwerk aus dem 11. Jahrhundert dominiert städtebaulich die Altstadt. Vorbild für den zweitürmigen Ausbau des karolingischen Westwerks war das der nahegelegenen Abteikirche Corvey.

### Errichtung eines Vorgängerbaus um 800
Bei Umbauarbeiten im Jahre 1961 wurden Fundamente eines älteren, wesentlich kleineren Vorgängerbaus freigelegt. Dieser Saalbau hatte eine Unterteilung im Westen und einen Chorraum mit quadratischem Grundriss. Das Alter dieses Saalbaues ließ sich durch Scherbenfunde und zahlreiche Bestattungen innerhalb und außerhalb in die Zeit zwischen 780 und 800 datieren – er wurde also noch vor der im Jahre 806 erfolgten Gründung des Bistums Paderborn errichtet.

### Bau einer Basilika um 1100
Eine neue Kirche wurde im 11. Jahrhundert aus Wesersandstein erbaut und am 8. Juli 1075 geweiht. Ursprünglich war sie eine Pfeilerbasilika, eine flach gedeckte Hallenkirche, mit zwei Seitenschiffen, und mit geradem Chorabschluss im Osten und im Westen. Heute lässt noch das gegenüber dem Hauptschiff niedriger gehaltene nördliche Seitenschiff mit dem romanischen Nordportal die reine basilikale Form erkennen.

### Einwölbung um 1200
Ein weiterer Bauabschnitt etwa 100 Jahre später veränderte das Bild der Kirche völlig: Sie erhielt ein Gewölbe. Dazu wurden unter dem Gewölbeansatz Pfeilervorlagen eingefügt. Diese wurden in den Seitenschiffen mit Halbsäulen und reich verzierten Kapitellen geschmückt. Eine völlig neue Raumwirkung ergab sich dadurch, dass die richtungsbetonte Architektur der ursprünglichen Basilika nun sowohl im Haupt- als auch in den Seitenschiffen einer Aufteilung des gesamten Raumes in mehrere fast quadratische Gewölbe wich.

### Bau der Turmhelme
Die Frage, wann im Laufe der langen Geschichte der Kilianikirche die ursprünglich flachen romanischen Turmdächer durch die heutigen schlanken Turmhelme ersetzt worden sind, konnte bisher offenbar noch nicht geklärt werden. Charakteristisch ist die das Stadtbild prägende unterschiedliche Höhe der beiden Türme: der Nordturm, der „Gemeindeturm“, ist 48 m hoch. Als Wetterfahne hat er einen Hahn, der die Macht Gottes verkörpern soll. Der Südturm, auch als „Stadtturm“ bezeichnet, ist nur 45,65 m hoch. Der Reichsadler ist das Symbol für die niedriger eingestufte weltliche Macht. In der früher Neuzeit wird er auch als Hausmannsturm überliefert, der von einem angestellten Türmer besetzt wurde. Im Untergeschoss befand sich das Ratsarchiv.

### Ausbau zu einer zweischiffigen Hallenkirche um 1400
In den Jahren 1391 bis 1412, also in der Spätgotik, wurde das südliche Seitenschiff abgebrochen. Man nahm zwei der drei südlichen Arkadenpfeiler heraus und spannte zwischen den verbliebenen Pfeilern zwei höhere Arkadenbögen mit doppeltem Radius. Während dieser Umgestaltung zur Hallenkirche entstand auch das heute noch vorhandene gotische Südportal. Die heute auf den vorgelegten Säulen im Hauptschiff angebrachten Kapitelle entstammen dem ehemaligen südlichen Seitenschiff.
Der Chorraum erhielt – vermutlich zur gleichen Zeit – ein gotisches Kreuzrippengewölbe, das höher war als das ursprüngliche romanische.

### Anbau der Annenkapelle um 1500
Zwischen 1500 und 1515 wurde an der Nordseite der Kirche, parallel zum Seitenschiff, die Annenkapelle angebaut, ein länglicher Raum mit Kreuzrippengewölbe, ursprünglich mit einem Giebel gekrönt.

### Einrichtung eines zweiten Südportals 1562
Erst in nachreformatorischer Zeit wurde, offenbar wegen des seit der Reformation stark angewachsenen Kirchenbesuchs, ein weiteres Portal im südlichen Querhaus ausgebrochen. Die Steinmetzarbeiten (außen am Querhaus) gehören zu den besten Werksteinarbeiten der Kirche.

### Anbau der Sakristei um 1600

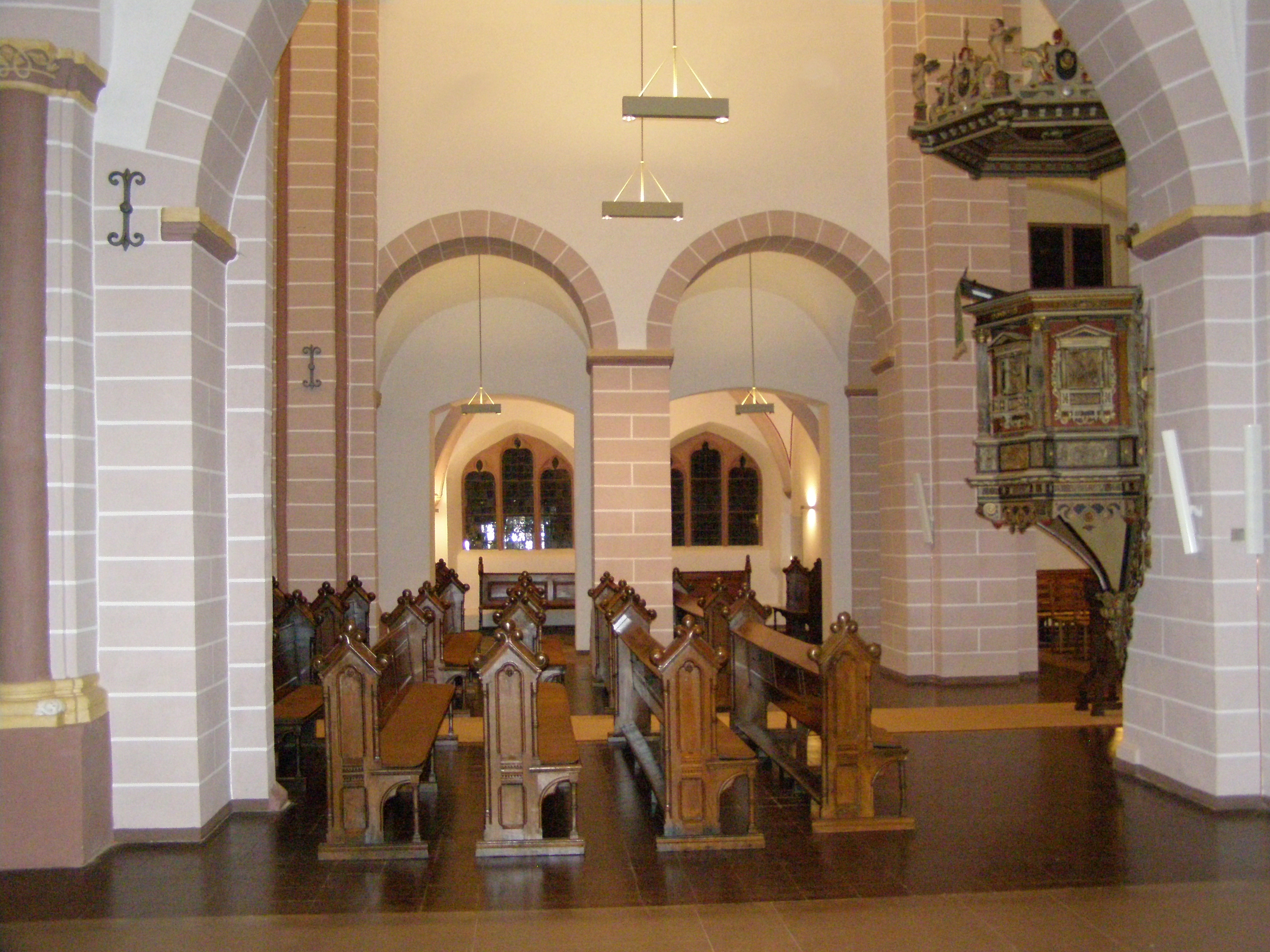
Blick aus dem Südschiff Richtung Annenkapelle

Aus der Zeit der Renaissance stammt die Sakristei im Winkel zwischen nördlicher Chorwand und Querhaus. Aus jener Zeit erhalten sind das Kreuzrippengewölbe und ein Fenster.

### Restaurierung 1881/1882
Während einer zweijährigen Restaurierungsphase, in der die zu jener Zeit als Lagerraum zweckentfremdete gotische Marienkirche als behelfsmäßige Ausweichkirche diente, wurde der steinerne Lettner, der bis dahin die Barockorgel samt barocker Balustrade getragen hatte, durch eine große hölzerne Empore ersetzt. Die Kirche wurde mit Bänken im neogotischen Stil ausgestattet, von denen noch ein beträchtlicher Teil erhalten ist. Andere zuvor vorgeschlagene Maßnahmen wurden glücklicherweise nicht in die Tat umgesetzt: die „Entfernung der in schlechter Renaissance ausgeführten Bekleidung der Empore, der Kanzel, des sehr dürftigen Altars und des Orgelprospektes und Neubeschaffung in romanischer Bauweise“ sowie die Entfernung des Taufsteines.

### Zerstörung des Nordturms 1901
Im Jahr 1901 brannte der Nordturm, verursacht durch Blitzeinschlag, aus. Der Turmhelm wurde dabei völlig zerstört. Der Turm konnte erst nach über einem Jahr wiederhergestellt werden.

### Bau des Westportals und Schließung des Ostfensters 1937
Das Westportal zwischen den beiden Kirchtürmen wurde erst im Jahre 1937 aus der Mauer gebrochen und gleichzeitig der vordere Teil der Orgelempore tiefer gelegt. Das Ostfenster im Chorraum wurde zugemauert und erst wieder bei der letzten Kirchensanierung geöffnet.

### Guss des bestehenden Geläuts 1921/1949
Die Gemeinde musste sich mehrfach von ihren Glocken trennen: 1810/11 bei der Übernahme des Geläuts aus der ehemaligen Petrikirche und während der beiden Weltkriege zur Einschmelzung für Rüstungszwecke. Das Glockengeläut der Kilianikirche befindet sich im Südturm.
Die älteste erhalten gebliebene Glocke stammt aus dem Jahre 1921 und trägt die Inschrift Sei getreu bis in den Tod, so will ich dir die Krone des Lebens geben. Diese Glocke aus Bronze wiegt 350 kg. Bei einem Durchmesser von 920 mm erzeugt sie den Schlagton as1. Die Gedächtnisglocke aus dem Jahr 1949 trägt die Inschrift Daran haben wir erkannt die Liebe, daß Er sein Leben für die Brüder lasse. Sie ist aus Gussstahl (Bochumer Verein), wiegt 1.300 kg und erzeugt bei einem Durchmesser von 1.430 mm den Schlagton f1. Die große Betglocke entstand zusammen mit der Gedächtnisglocke im Jahr 1949. Jene trägt die Inschrift O Land, Land, Land höre des Herren Wort. Ihr Gewicht liegt bei 1.800 kg und sie erzeugt bei einem Durchmesser von 1.605 mm den Schlagton es1. Eine vierte Glocke ist außen am Turmhelm unter einem kleinen Dachvorbau sichtbar. Sie ist wesentlich kleiner und schlägt viertelstündlich die Zeit.

### Sanierungsphasen in neuerer Zeit
In den Jahren 1961/62, 1966/67, 1984/85 und 2005–2007 fanden umfangreiche Sanierungsarbeiten am Kirchengebäude statt. Waren die ersteren vor allem zur statischen Sicherung des Gebäudes notwendig, das seine Erbauer nicht für die Belastung durch ein Gewölbe ausgelegt hatten, so wurde die letzte Sanierung notwendig durch die verheerende Explosion eines Wohnhauses in unmittelbarer Nachbarschaft der Kirche im September 2005, die auch an der Kirche große Schäden anrichtete.

## Ausstattung

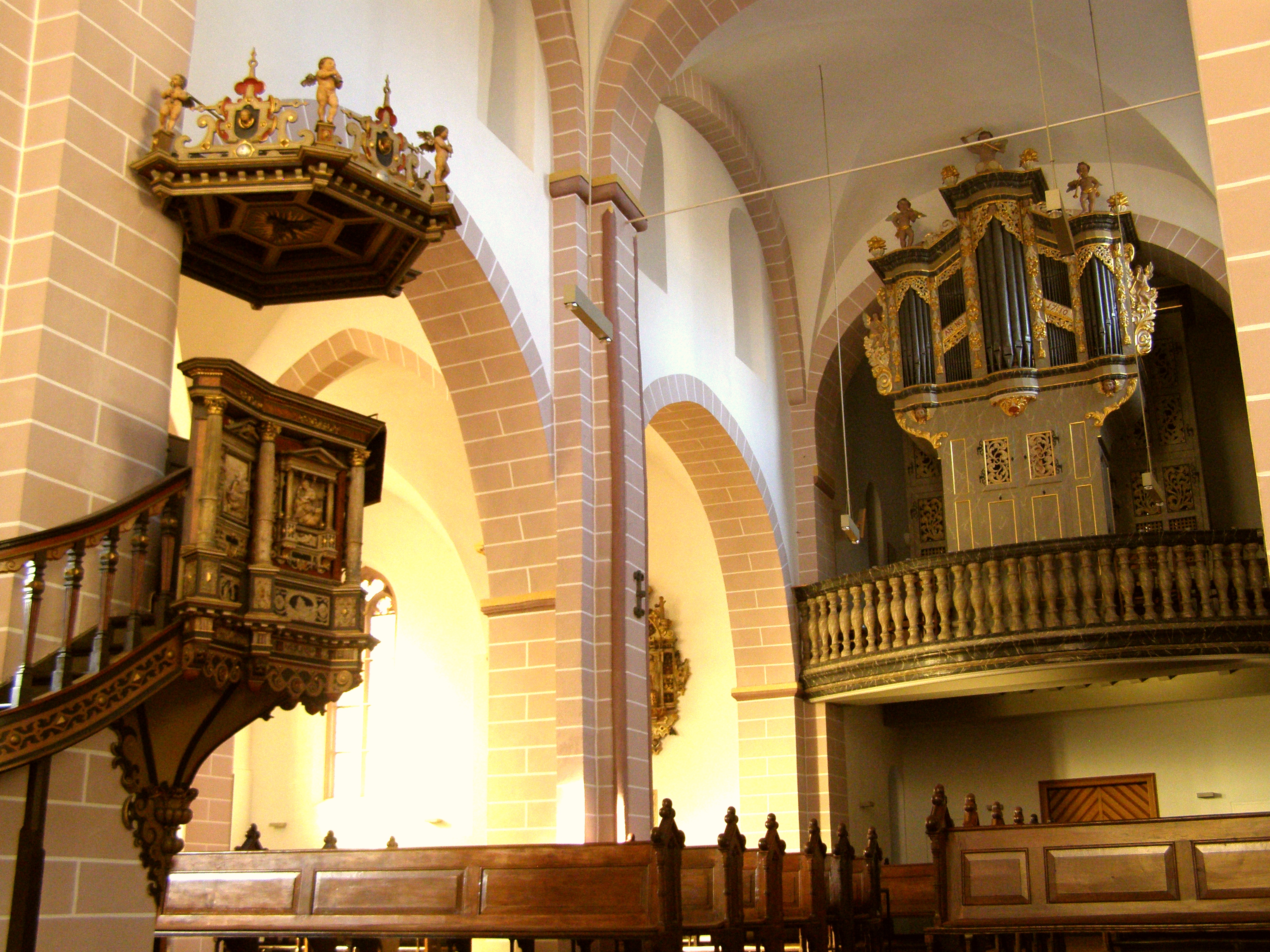
Renaissancekanzel und Barockorgel im Dialog

Die mittelalterliche Ausstattung der Kirche ging in den Wirren der Reformationszeit verloren, mit Ausnahme einer gotischen Stollentruhe, die heute in der Gedenkkapelle im Untergeschoss des Südturmes zu besichtigen ist.
1533 wurde St. Kiliani evangelisch. In den folgenden Jahrzehnten erhielt die Kirche wertvolle neue Ausstattungsstücke, von denen die noch spätgotische Kreuzigungsgruppe, die figuren- und ornamentreiche Renaissance-Kanzel, die barocke Denkmalorgel, das Epitaph der Eheleute Kanne und der Taufstein die bemerkenswertesten sind. Diese Stücke überstanden auch die Grauen des Dreißigjährigen Kriegs, unter dem Höxter schwer zu leiden hatte.

### Kanzel
Die Kanzel der Kilianikirche zählt zu den wertvollsten Renaissancekanzeln im Weserraum. Sie stammt aus dem Jahre 1597. Zwischen kannelierten Ecksäulen aus Alabaster sind die fünf Füllungen mit kleinen Ädikulä geschmückt, deren Reliefs in fein ausgeführten Alabasterarbeiten die vier Evangelisten sowie eine Kreuzigungsszene darstellen. Die allegorischen Darstellungen im unteren Bereich symbolisieren Gerechtigkeit, Liebe, Wahrheit und Stärke. Die Sockelfüllungen zeigen Motive aus dem Leben Jesu, ebenfalls als Alabasterarbeiten.

### Kreuzigungsgruppe
Die Kreuzigungsgruppe mit Christus am Kreuz, seiner Mutter Maria und dem Jünger Johannes ist ein Meisterwerk des späten 16. Jahrhunderts. Sie stand auf einem Balken, der in einem der beiden Triumphbögen aufgehängt oder eingebaut war. Im Jahre 1937, als das Ostfenster zugemauert wurde, wurde die Kreuzigungsgruppe in der heutigen Weise aufgestellt. Die Gestaltung des neuen Ostfensters (2010) berücksichtigt die sehr ungewöhnliche Konstellation einer vor einem Fenster stehenden Kreuzigungsgruppe.

### Taufstein

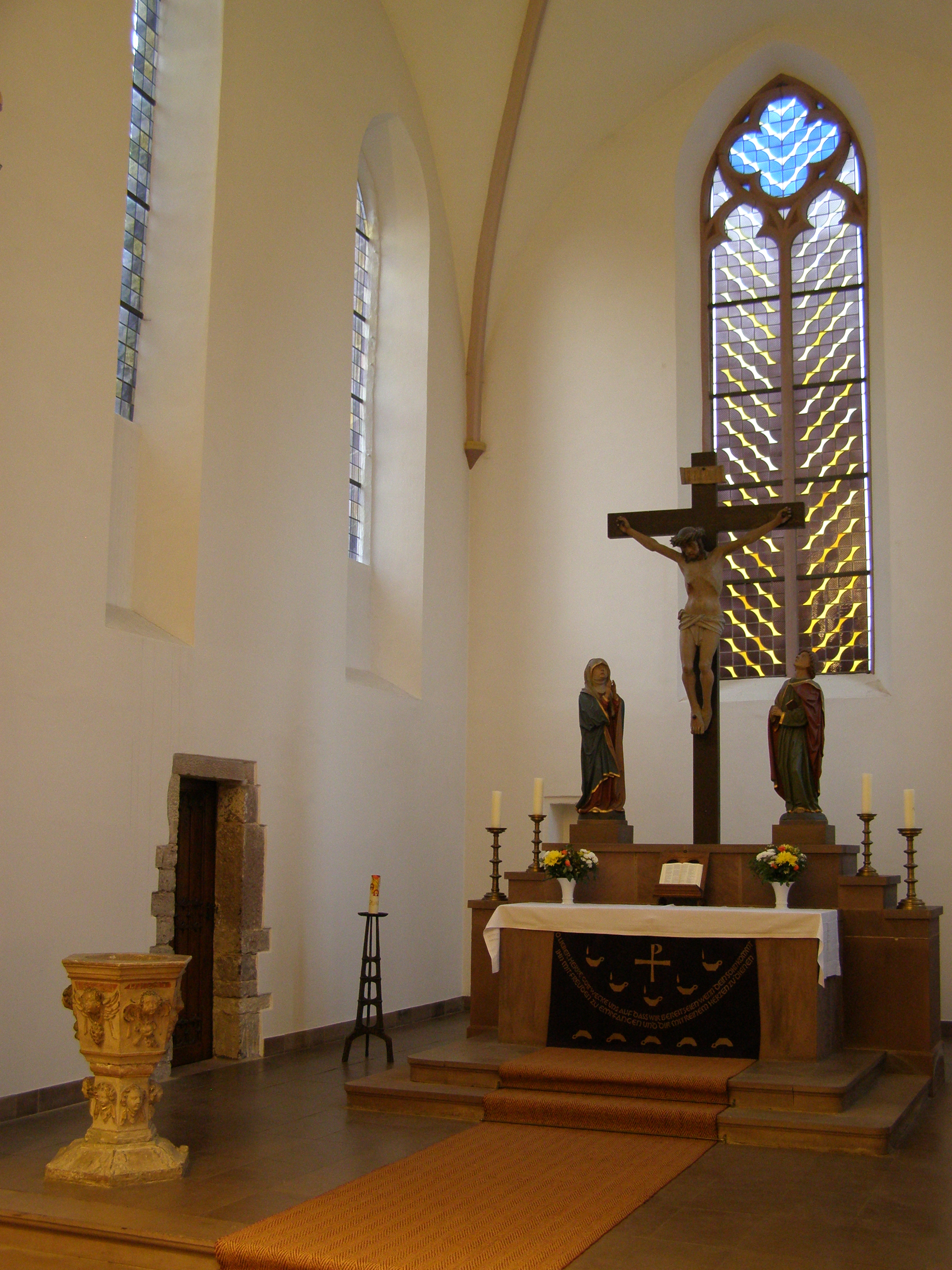
Blick von der Kanzel auf den Altarraum mit Kreuzigungsgruppe und Taufbecken

Der Taufstein von 1631 trägt in seiner sechseckigen Kelchform mit Akanthusblattdekorationen plastisch herausgearbeitete geflügelte Engelsköpfe sowie Wappen und Namen des Stifters.

### Epitaphe
Mehrere Epitaphe gehören zur Ausstattung der Kilianikirche: An der Westseite des Südschiffs befindet sich ein großes hölzernes Epitaph der Eheleute Franz und Margarete von Kanne (1593), darunter das Epitaph des Johann Georg Ziegenhirt (1734). Das Epitaph des Heinrich Julius von der Lippe (1622) wurde nach 1900 vor der Vermauerung des Portals im südlichen Querhaus aufgestellt, und in der Apsis des südlichen Querhauses befindet sich ein weiteres Epitaph der Anna Maria Ziegenhirt (1687).

### Orgel
Die Denkmalorgel der Kilianikirche ist ein Werk des Barock. Sie wurde im Jahr 1710 erbaut von Hinrich Klausing aus Herford. Klausing verwendete dabei im Brustwerk einige Register aus einer etwa 100 Jahre älteren Vorgängerorgel. Trotz einiger Veränderungen und Erweiterungsumbauten sind in Oberwerk und Brustwerk noch nennenswerte Anteile der Originalregister, auch aus der Vorgängerorgel, erhalten.
Im Zuge des Emporenneubaus 1882 wurde die Orgel ganz an die Rückwand der Kirche versetzt. Nach mehreren kleineren Umbauten wurde sie 1963 um einige Pedalregister und 1971 um ein Rückpositiv erweitert.
Die vor allem wegen ihres ungünstig klimatisierten Standortes von starker Bleikorrosion bedrohte Orgel wurde in den Jahren 1998 bis 2004 aufwendig restauriert. Die historischen Werke wurden wieder an ihren ursprünglichen Standort vorgezogen, und die Pfeifen aus dem 20. Jahrhundert kamen in ein neues Gehäuse dahinter. Das damit überflüssig gewordenen Rückpositiv-Gehäuse aus den 1960er Jahren ist heute im nördlichen Seitenschiff der Kirche aufgestellt.
Nach dem Explosionsunglück im Jahre 2005 musste das historische Pfeifenwerk wieder ausgelagert werden. Nach Abschluss der Sanierungsarbeiten an der Kirche im Oktober 2007 wurde die Orgel gereinigt, repariert und wieder in der Kirche aufgestellt, so dass sie im April 2008 wieder offiziell in Dienst gestellt werden konnte.

## Musikalisches Zentrum
Auch wegen ihrer wertvollen Barockorgel ist die Kilianikirche ein Zentrum der Kirchenmusik für die Region und gleichzeitig Sitz des Kreiskantorats für den Ostteil des Evangelischen Kirchenkreises Paderborn. Feste Einrichtungen sind u. a. die Musik zur Marktzeit (samstags) und das Offene Singen zur Marktzeit (mittwochs) in der Zeit zwischen Oster- und Herbstferien sowie die Nachtmusik bei Kerzenschein in der Pfingstnacht und in der Silvesternacht.
Durch ihre kleingliedrige Gewölbestruktur hat die Kilianikirche eine ungewöhnlich komplexe Akustik. Veranlasst durch eine Initiative der Arbeitsstelle Gottesdienst der Evangelischen Kirche von Westfalen (mit musikalischer Fachberatung durch Kirchenmusikdirektor Matthias Nagel), wird in der Kilianikirche Höxter heute je nach den akustischen Erfordernissen bei verschiedenen musikalischen Besetzungen von ganz unterschiedlichen Orten der Kirche aus musiziert. Die Bestuhlung (einschließlich der Bänke) wird jeweils danach ausgerichtet, so dass sich bei diesen Gelegenheiten sehr vielfältige Raumerfahrungen machen lassen, ähnlich wie es in den ersten Jahrhunderten der Geschichte dieser Kirche gewesen sein muss, als Stühle oder Bänke in Kirchen noch gar nicht üblich waren.